# Rustom (film)
Pour les articles homonymes, voir Rustom.
Rustom est un film indien écrit par Vipul K Rawal et réalisé par Tinu Suresh Desai. Akshay Kumar et Ileana d'Cruz ont les rôles principaux.
Il est basé sur la vie de l'officier de marine K. M. Nanavati,.
Le tournage du film a commencé en février 2016 et la sortie mondiale a lieu le 12 août 2016,.

## Distribution
- Akshay Kumar[1]
- Ileana D'Cruz[1]
- Arjan Bajwa[1]
- Esha Gupta[1]

## Musique
La musique de Rustom a été composée par Arko Pravo Mukherjee, Raghav Sachar, Ankit Tiwari, et Jeet Gannguli. tandis que les paroles ont été rédigées par Manoj Muntashir.
La première chanson de l'album, "Tere Sang Yaara", chanté par Atif Aslam et composé par Arko Pravo Mukherjee a été publiée le 6 juillet 2016. Le deuxième volet du film, intitulé "Rustom Vahi" a été publié le 13 juillet 2016. Toutes les paroles ont été écrites par Manoj Muntashir. L'intégralité de la musique de l'album a été publiée le 14 juillet 2016.